# (36968) 2000 SD293
2000 SD293 (asteroide 36968) é um asteroide da cintura principal. Possui uma excentricidade de 0.09101780 e uma inclinação de 14.07712º.
Este asteroide foi descoberto no dia 27 de setembro de 2000 por LINEAR em Socorro.